# Jan Rogowski (pilot)

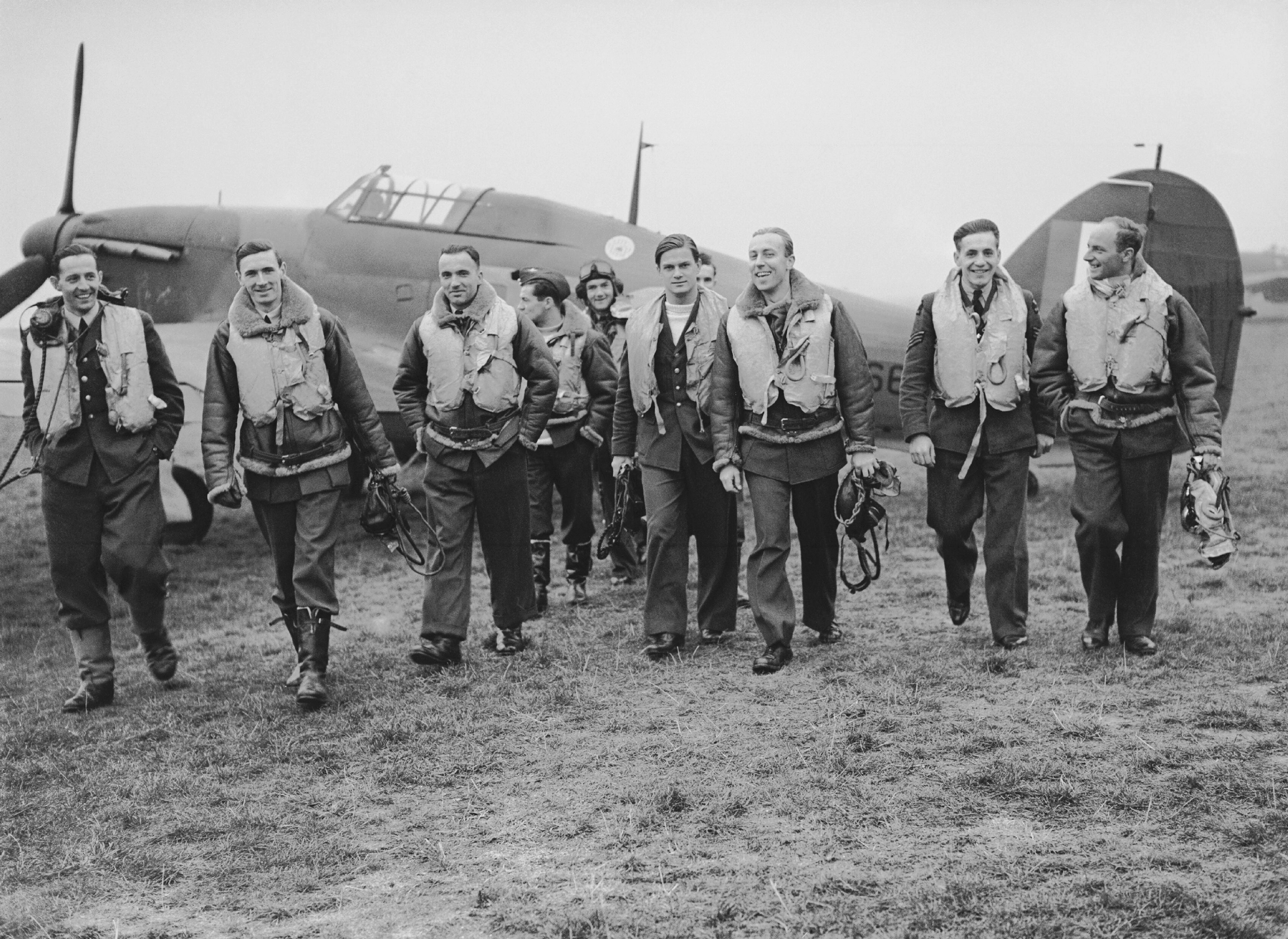
Grupa pilotów Dywizjonu 303 przed samolotem Hawker Hurricane. Od lewej, w pierwszym rzędzie: Pilot Officer Mirosław Ferić, Flight Lieutenant John A Kent, Flying Officer Bogdan Grzeszczak, Pilot Officer Jerzy Radomski, Pilot Officer Witold Łokuciewski, Pilot Officer Bogusław Mierzwa (za Łokuciewskim), Flying Officer Zdzisław Henneberg, sierżant Jan Rogowski i sierżant Eugeniusz Szaposznikow. W środku, w tyle za grupą w hełmie i okularach – Flying Officer Jan Zumbach

Jan Rogowski (ur. 16 sierpnia 1917 w Jurowcach, zm. 17 sierpnia 1997 w Stowmarket) – chorąży pilot Polskich Sił Powietrznych w Wielkiej Brytanii.

## Życiorys
Syn Jana i Pauliny z domu Pasieckiej. Po ukończeniu szkolenia lotniczego trafił do 162 eskadry myśliwskiej w stopniu kaprala. Brał udział w kampanii wrześniowej. Po zakończeniu walk przedostał się przez Rumunię i Francję do Wielkiej Brytanii. Otrzymał numer służbowy 780965 i po przeszkoleniu trafił do 74 dywizjonu RAF w Witternig, gdzie wykonał loty bojowe 13 i 14 sierpnia 1940 na samolotach Spitfire. Przeniesiony do polskiego dywizjonu 303, gdzie trafił 19 sierpnia 1940.
Ranny 6 września 1940, wrócił do dywizjonu 23 października 1940. 7 lutego 1941 ponownie w 74 dywizjonie RAF. 
Walczył kolejno w dywizjonach: 308, 302, 306. Zestrzelił 4 latające bomby V-1
Zwolniony z wojska w 1946 pozostał Wielkiej Brytanii i zamieszkał w Ipswich. Nie założył rodziny. Zmarł w domu starców, pochowany w zbiorowej mogile. 
Dzięki staraniom Richarda Kinga ekshumowany w 1999 i pochowany na cmentarzu w New Lawn.

## Zestrzelenia
Na liście Bajana sklasyfikowany został na 163. pozycji z 2 pewnymi zestrzeleniami samolotów Luftwaffe.
- Me 109 – 2 września 1940 (pilotował Hurricane'a R4217)
- Me 109 – 13 marca 1941

## Ordery i odznaczenia
- Krzyż Srebrny Orderu Wojskowego Virtuti Militari nr 11118
- Krzyż Walecznych – trzykrotnie
- Srebrny Krzyż Zasługi z Mieczami
- Medal Lotniczy dwukrotnie
- brytyjski Distinguished Flying Cross